# Huayi Brothers
Huayi Brothers Media Corporation (chinesisch 華誼兄弟傳媒股份有限公司 / 华谊兄弟传媒股份有限公司, Pinyin Huáyì Xiōngdì Chuánméi Gǔfèn Yǒuxiàn Gōngsī) ist ein chinesisches Medienunternehmen, das ein Filmstudio, eine Fernsehproduktionsgesellschaft, eine Künstleragentur, ein Musiklabel und eine Kinokette umfasst. Es wurde 1994 in Peking von den Brüdern Dennis Wang (Wang Zhongjun) und James Wang (Wang Zhonglei) gegründet.
Patrick Frater nannte Huayi in der Variety „Chinas größten Filmkonzern im privaten Sektor“. 2014 war die Gruppe der siebtgrößte Filmverleih Chinas, mit einem Marktanteil von 2,26 %.

## Geschichte
Das Unternehmen wurde 1994 als Filmproduktionsgesellschaft gegründet. Durch Investitionen expandierte es im weiteren Verlauf und entwickelte sich zu einem großen Medienkonzern, der Film- und Fernsehproduktionen, Talentagenturen, Musiklabels und Kinos umfasst. Am 30. Oktober 2009 machte der Mischkonzern international Schlagzeilen, als das ChiNext-Board des Shenzhen Stock Exchange angehalten wurde, nachdem der Aktienkurs von Huayi sich gegenüber seinem Börsengang um 122,74 % mehr als verdoppelte und bei 63,66 Yuan je Aktie eröffnete. Im Februar 2011 kündigte Huayi Brothers an, den größten Fernseh- und Filmstudiokomplex in Ostasien aufbauen zu wollen. Für 2016 plante die Gruppe, 10 Mrd. Yuan am Box Office einzunehmen. Stand April 2015 belief sich der Wert der Gesellschaft auf 7,9 Mrd. US-Dollar.
2014 plante Huayi, 150 Mio. US-Dollar in Studio 8, eine Produktionsgesellschaft des ehemaligen Warner-Studiochefs Jeff Robinov, zu investieren. Dazu kam es jedoch nicht, an ihre Stelle trat der Konzern Fosun International aus Shanghai.

## Filmproduktionen (Auswahl)
- 2004: A World Without Thieves (天下无贼)
- 2006: Rob-B-Hood (宝贝计划)
- 2007: Assembly (集结号)
- 2008: The Forbidden Kingdom (功夫之王)
- 2010: Aftershock (唐山大地震)
- 2010: Detective Dee und das Geheimnis der Phantomflammen (狄仁杰之通天帝国)
- 2013: Journey to the West: Conquering the Demons (西游: 降魔篇)
- 2013: Detective Dee und der Fluch des Seeungeheuers (狄仁杰之神都龙王)
- 2015: Only You (命中注定)
- 2015: Mojin: The Lost Legend (寻龙诀)
- 2015: Dragon Blade (天将雄师)
- 2016: The Boy
- 2016: Warcraft: The Beginning
- 2016: Free State of Jones
- 2015: Hardcore
- 2016: The Edge of Seventeen – Das Jahr der Entscheidung
- 2017: Den Sternen so nah
- 2018: Peppermint: Angel of Vengeance
- 2018: Detective Dee und die Legende der vier himmlischen Könige (狄仁杰之四大天王)

## Belege
1. ↑  
管理层介绍 – About Us – Management. In: www.huayimedia.com. Abgerufen am 5. Februar 2021 (chinesisch).
2. ↑  Patrick Frater: China’s Huayi Brothers Sets Superhero Franchise Pact With Michael Uslan. In: Variety.com. 12. Oktober 2015, abgerufen am 27. August 2017 (englisch).
3. ↑  China Film Industry Report 2014-2015 (in Brief). (PDF-Datei 1,8 MB) In: english.entgroup.cn. EntGroup, abgerufen am 27. August 2017 (englisch).
4. ↑  Xinhua: All stocks trigger suspensions on China’s Nasdaq-style board under price-rise rules on first day. In: english.people.com.cn. Renmin Ribao, 30. Oktober 2009, abgerufen am 27. August 2017 (englisch).
5. ↑  Claudia Xie: Huayi Brothers to build East Asia’s largest film and TV studio complex. In: asiapacificarts.usc.edu. Asia Pacific Arts, 24. Februar 2011, archiviert vom Original am 13. April 2014; abgerufen am 27. August 2017 (englisch).
6. ↑  Yao Cheng: Huayi Brothers unveils their moneymaking plan asiapacificarts.usc.edu. Asia Pacific Arts, 16. März 2011, archiviert vom Original am 26. August 2017; abgerufen am 27. August 2017 (englisch).
7. ↑  Patrick Frater: Chinese Media Stocks Stage Major Rally in U.S. and Asian Markets. In: Variety.com. 9. April 2015, abgerufen am 27. August 2017 (englisch).
8. ↑  Richard Verrier: For Hollywood, the road to China is littered with broken deals. In: LATimes.com. 8. September 2015, abgerufen am 27. August 2017 (englisch).